# 1026
1026. је била проста година.

## Догађаји
- Википедија:Непознат датум — Владавина арапске династије Абадида у Севиљи у данашњој Шпанији (од 1023. до 1091).

- Краљ Конрад II покреће поход на Италију (1026-1029). Он успешно гуши побуне у северној Италији и постаје краљ Ломбардије.
- Печењези прелазе Дунав и нападају Византију. Почетак ратова Византије са Печењезима и Половцима.
- Малолетни Хајнрих III је изабран за краља (крунисан 1028. године).
- Први конгрес руских кнежева поуздано забележен у изворима. Мир у Городцу (могуће Городец-Остерски, према другој верзији Городец близу ушћа Десне) довео је до поделе земаља „Дњепарског делитеља руске земље“ између кнежевске браће Јарослава  Мудрог и Мстислава Храброг. Браћа су закључила споразум о подели Старе руске државе дуж реке Дњепар (Јарослав Мудри је уступио Чернигов и земље дуж леве обале Дњепра свом брату). Овај споразум је омогућио Јарославу Мудром да стабилизује унутрашњу политичку ситуацију и пређе на активне спољнополитичке акције.